# 栖霞街道
栖霞街道，是中华人民共和国江苏省南京市棲霞區下辖的一个乡镇级行政单位。

## 行政区划
栖霞街道下辖以下地区：
银矿地质社区、栖霞街社区、滨江社区、南炼新村社区、南水新村社区、栖化新村社区、甘家巷社区、江南水泥厂社区、栖霞村社区、红梅村社区、石埠桥社区、五福家园社区、石埠桥村、栖霞村、新合村、红梅村和摄山村。